# Mansión de Ziemeri
La Mansión de Ziemeri (en letón: Ziemeru muižas pils) es una casa señorial en la parroquia de Ziemeri, municipio de Alūksne en la región de Vidzeme de Letonia.

## Historia
La mansión de Ziemeri se menciona por primera vez en 1550, cuando el propietario Johans Felbergs vendió la mansión a su cuñado, Albreht Seimer, por 100 táleros. Durante los siglos se sucedieron un gran número de cambios en la posesión. La actual mansión fue construida entre 1786 y 1807 en estilo clásico. Hoy en día la mansión ofrece a los huéspedes la oportunidad de vivir otros tiempos históricos, probándose ropa en el salón de la mansión y disfrutando de un postre preparado según antiguas recetas en la cafetería de la mansión “4 Rozes un Vilks”.